# Dancing Stage: Mario Mix
Dancing Stage: Mario Mix (bekend als Dance Dance Revolution Mario Mix in Amerika) is een dansspel voor de Nintendo GameCube, uitgebracht op 28 oktober 2005. Het spel werd ontwikkeld door Konami en uitgegeven door Nintendo. Dit is het eerste Dancing Stage-spel dat buiten Japan op een Nintendo-console werd uitgebracht. Alle liedjes, personages en locaties zijn gebaseerd op de Mario-serie. Ook de meegeleverde dansmat heeft een speciaal Mario-sausje.

## Verhaal
Wanneer Waluigi de vier muzieknoten van het Mushroom Kingdom wil stelen, laat hij per ongeluk drie daarvan slingeren in het Mushroom Kingdom. Aan Mario de taak om ze terug te krijgen, door middel van dancebattles te voeren met de vinders van de sleutels. Met de meegeleverde dansmat moet de speler op de maat van de muziek op een van de vier pijltje op de dansmat stappen, volgens de aanwijzingen op het scherm. Wanneer dit lukt, geven de personages de gevonden muzieksleutels terug.